# Popis likova iz Gospodara svemira
Ovo je vodič kroz likove iz franšize Gospodari svemira. Svrstani su po godinama kada su se prvi put pojavile njihove figure, ako postoje.

## Herojski ratnici

### 1981. – 1982.
- He-Man – najmoćniji čovjek u svemiru i branitelj tajni dvorca Siva Lubanja; drugi identitet princa Adama.
- Man-At-Arms, poznat pod osobnim imenom Duncan – Teelin očuh, poznatiji u hrvatskom prijevodu kao Čovjek Oružje. Dizajnira i pravi oružja i druge tehnologije za kralja Randora. Duncan zna za Adamov tajni identitet i služi mladom princu kao mentor i učitelj.
- Teela – zapovjednik kraljevske garde. Često pomaže He-Manu u njegovim borbama. Teela je kćerka Čarobnice, ali to ne zna; Čovjek Oružje ju je na molbu Čarobnice odgajao od djetinjstva. Jedna od Teelinih dužnosti je podučavanje princa Adama borbenim vještinama. Često ga grdi zbog njegovog nemarnog i bezbrižnog ponašanja, ali joj je ipak drag. U novoj animiranoj seriji, Teela je tinejdžer.
- Stratos – čovjekoliko biće koje leti i projicira energiju. Živi u kraljevstvu Avion kao vođa ljudi ptica.
- Zodac – kozmički provodilac, obično u savezu s pozitivcima, ali i neutralan kada je najviše potreban objema stranama. Prvobitno je bio označen kao Zli ratnik, a razni su ga mediji interpretirali na izrazito različite načine.
- Borbeni Mačak – He-Manov vjerni oklopljeni tigar koji ga nosi u borbu. Kada je He-Man u obliku princa Adama, Borbeni Mačak je kukavički Straško, koji bježi od gotovo svega.

### 1983.
- Man-E-Faces – glumac koji može mijenjati svoje lice u ljudsko, zvjersko, i robotsko. Također preuzima sposobnosti i karakteristike lica koje poprimi.
- Rama – otporan i nerječit ratnik koji uglavnom obara svoje zapreke. U originalnoj seriji iz 1983., Rama je prilično nizak i liči na patuljka, dok je u seriji iz 2002. glomazan s nerazmjerno malom glavom. Također se boji mraka.
- Zoar – borbeni sokol, u ranim pričama se javlja ne kao drugi oblik Čarobnice, već kao zaseban lik.

### 1984.
- Princ Adam – stvarni He-Manov identitet; sin je kralja Randora i kraljice Marlene. Pravi se da je kukavica i neozbiljan kako bi izbjegao da ga netko prepozna kao He-Mana
- Orko – čarobnjak s Trolle, svijeta koji se nalazi u paralelnoj dimenziji. Orkove čarobne moći se mijenjaju na osnovu njegove lokacije — na Eterniji su mu moći slabe, pa mu čarolije često polaze naopako, sa zabavnim posljedicama. Ipak, u svojoj domovini, Orko je vješt čarobnjak. Kreće se lebdenjem, i često izaziva smijeh. Lice mu je skriveno iza mekog šešira i debelog šala; legenda kaže da se ono pokazuje samo pravoj ljubavi.
- Buzz-Off – čovjek pčela. Pripadnici njegove vrste se zovu andrinidi u verziji iz 2002.
- Mekaneck može značajno izduživati svoj vrat, što mu omogućava da se bavi izviđanjem. Čovjek Oružje mu je dao protetički vrat na rastezanje.
- Fisto – iznimno snažan ratnik s povećanom metalnom desnom rukom. U seriji iz 2002, Fisto je brat Čovjeka Oružja.

### 1985.
- Sy-Klone – biće koje može stvarati vjetrove tako što rotira svoje tijelo ili svoje ruke.
- Roboto – ratnik robot. U verziji iz 2002, Roboto je tvorevina Čovjeka Oružja, robot šahist koji je sam sebe nadogradio u borca.
- Moss-Man – biljni čovjek koji može oživljavati mrtve biljke i manipulirati biljnom materijom, uglavnom mahovinom. U seriji iz 2002, Moss Man je tih, pastoralan i pomalo legendaran lik, koji živi u šumama Eternije.

### 1986.
- Snout Spout – slonoliki mutant koji ima sposobnost prskanja vode iz svoje surle.
- Rio Blast – ratnik naoružan laserima.
- Extendar – ratnik kojeg je zarobio Hordak i pretvorio u kiborga koji može izduživati svoj vrat, ruke i noge.
- Stonedar – kameni humanoid iz svemira koji se može preobraziti u asteroid.
- Rokkon – također kameni humanoid iz svemira sa sposobnošću preobrazbe u asteroid.

### 1987.
- Čarobnica – čarobnica i čuvarica dvorca Sive Lubanje. Ona je princu Adamu dodijelila Mač Moći kojim se preobrazio u He-Mana. Savjetnica je He-Mana i jedna o troje, uz Man-at-Armsa i Orka koja zna tajni identitet princa Adama.
- Clamp Champ – tjelohranitelj kralja Randora; jedini crni lik u originalnoj liniji igračaka.
- Kralj Randor – vladar Eternije i otac princa Adama.
- Gwildor – patuljasti mehaničar i izumitelj koji je izumio Kosmički ključ; pojavljuje se kao igrani lik u filmu Gospodari svemira (1987.) umjesto Orka kojeg je tada bilo teško prilagoditi za ekranizaciju.

## Zli ratnici

### 1982.
- Skeletor – zli čarobnjak koji nastoji osvojiti zamak Siva Lubanja i zavladati čitavom Eternijom.
- Čovjek Zvijer (ili Zvijer) – Skeletorov vjerni pratilac koji ima moć zapovjedanja nad zvijerima.
- Vodenjak – vodozemni mutant koji ima moć nad bićima iz morskih, riječnih i jezerskih dubina. Može dugo vremena provoditi pod vodom.

### 1983.
- Evil-Lyn – zla čarobnica, Skeletorova zamjenica, sposobnija i inteligentnija od ostalih Skeletorovih ratnika. Povremeno radi na svoju ruku, protivno Skeletorovim interesima.
- Čelična Ruka (ili Čelični) – kiborg koji posjeduje znanje izrade tehnološki naprednog oružja.
- Tri-Klops – jednooki ratnik koji može mijenjati središnje oko na kacigi, ali na način da uvijek gleda kroz jedno oko.
- Faker – zli Skeletorov robot napravljen prema liku He-Mana s ciljem da stvori identitetsku zabunu

### 1984.
- Kobra Khan – zli Skeletorov ratnik, potomak Ljudi zmija. Poslije oslobađanja njegove rase iz vjekovnog zarobljeništva balansira svoju odanost između Skeletora i kralja Hissa.
- Webstor – čovjek-pauk koji povremeno izvršava zadatke za Skeletora, ali zna raditi i za sebe.
- Jitsu
- Whiplash
- Clawful

### 1985.
- Stinkor – mutirani tvor koji u slučaju napada može širiti svoj smrad i tako odbijati neprijateljske napade.
- Two Bad – mutant kojeg je stvorio Skeletor čarolijom tako što je spojio dva ratnika koja su se stalno međusobno svađala u jedno tijelo s dvije glave.
- Spikor – zli kovač s tijelom prekrivenim oštrim šiljcima i trozupcem umjesto jedne ruke.

### 1987.
- Scare Glow – svijetleći kostur koji svojom pojavom protivnike paralizira od straha. Ponekad nastupa kao Skeletorov dvojnik.
- Saurod – Skeletorov zmijoliki general.
- Blast Attak – Skeletorov robot koji može eksplodirati i ponovno se spojiti. Kasnije se viđa na dvoru kralja Hissa.
- Ninjor – zli nindža ratnik kojeg je Skeletor dozvao iz druge dimenzije da mu pomogne u zlim akcijama
- Scare Glow – zli duh u obliku kostura koji svojim zlokobnim sjajem može prestraviti protivnike. Dozvao ga je Skeletor kada i Ninjora.

## Zla Horda

### 1985.
- Hordak – zli gospodar Zle Horde koji je protjeran s planeta Eternije u drugu dimenziju na planet Eteriju, odakle pokušava vratiti se natrag i osvojiti dvorac Siva Lubanja
- Grizzlor – krzneni Hordakov pomoćnik
- Leech – humanoidna pijavica koja svojim pipcima na ustima i rukama oduzima životnu snagu protivnicima i čini ih onemoćalima
- Mantenna – zli Hordakov pomoćnik koji ima sposobnost izbuljiti svoje oči daleko izvan očnih šupljina i gađati iz njih energetskim zrakama
- Modulok – Hordakov izumitelj i tehničar; mutant s dvije glave i dva para nogu

### 1986.
- Multi Bot – zli humanoidni robot s dvije glave i više pari udova kojeg je stvorio Modulok za potrebe Zle Horde
- Dragstor

### 1987.
- Mosquitor – čovjek-komarac koji ima sposobnost crpiti energiju iz svojih protivnika

## Ljudi zmije

### 1986.
- Kralj Hiss – vladar i vođa zlih Ljudi zmija koji je u dalekoj prošlosti pokušao ovladati čitavom Eternijom, ali je bio spriječen od strane Vijeća mudraca koje je njega i ostale Ljude zmije protjeralo i zatvorilo u drugu dimenziju
- Rattlor
- Tung Lashor

### 1987.
- Snake Face
- Sssqueeze

## Vanjske poveznice
- Gospodari svemira (originalna linija igračaka) - he-man.fandom.com (engl.)